# Eremias fasciata
Eremias fasciata este o specie de șopârle din genul Eremias, familia Lacertidae, ordinul Squamata, descrisă de Blanford 1874. Conform Catalogue of Life specia Eremias fasciata nu are subspecii cunoscute.